# Jaroslav Hilbert
Jaroslav Hilbert (19. ledna 1871 Louny – 10. května 1936 Praha) byl český technik, dramatik a spisovatel. Bývá pokládán za zakladatele českého psychologického dramatu.

## Život
Pocházel ze vzdělané a zámožné měšťanské rodiny v Lounech. Otec JUDr. Petr Pavel Hilbert byl advokát a starosta města. Bratr Kamil byl významný český architekt (autor dostavby Svatovítské katedrály a návrhů historizujících staveb v rodných Lounech). Měl ještě dalších šest sourozenců: Julia (1863–1926), Karla (1864), Helenu Hruškovou (1867–1934), dvojče Emilii Purkyňovou (1871–1921), Karolinu (1872–1872) a Rozinu (1878–1878). Se ženou Miladou rozenou Weissovou (1875–1955) měl syna JUDr. Jaroslava Hilberta (1902–1979).
V Praze vystudoval nižší reálku, pak německou Vyšší průmyslovou školu v Plzni, kde roku 1889 odmaturoval a pak pokračoval ve studiu na strojní fakultě ČVUT v Praze. Po studiích nastoupil jako inženýr asistent v Českomoravské továrně na stroje v Praze-Libni. Jenže když uspěla jeho první divadelní hra Vina na prknech Národního divadla, zanechal po dvou letech práce v továrně a věnoval se pouze umění. Umožnila mu to finanční podpora rodiny. Od roku 1906 byl divadelním referentem, fejetonistou a redaktorem , psal kritiky do různých časopisů, zejména 30 let do Venkova, také do Zlaté Prahy a Moderní revue  a od roku 1906 byl v divadle denně. V roce 1902 se stal spoluzakladatelem Kruhu českých spisovatelů a v roce 1919 společně s Hilarem Dramatického svazu. Jeho byl předsedou až do své smrti. Během svých zahraničních cest po Evropě i za československými legiemi napsal mnoho zasvěcených fejetonů a pokračoval v tvorbě pro divadlo a později přidal i několik nepříliš významných románů i povídek a odborných děl. Napsal celkem 22 divadelních her a řada z nich byla ovlivněna tvorbou norského dramatika Henrika Ibsena.
Zemřel roku 1936 a byl pohřben v hrobce Slavín na Vyšehradském hřbitově, spolu se svým bratrem Kamilem.

## Dílo

### Dramatická tvorba
- Vina (1896)[5]
- O boha (1898),[6] přezvaná později na Pěst, náboženská tragédie
- Psanci (1899), polosymbolická[7]
- Falkenštejn (1903) hrdinská historická hra[8]
- 16. únor 1903 (1902)[9]
- Česká komedie (1907), historická hra
- Patria (1911)
- Kolumbus (1915)
- Jejich štěstí (1916)
- Hnízdo v bouři (1917)[10]
- Podzim doktora Marka (1922)
- Domů (1923)[11]
- Druhý břeh (1924)[12] (1931)[13]
- Prapor lidstva (1926)[14]
- Job (1928)[15]
- Irena (veselohra 1929)
- Třídič štěrku (1930)
- Blíženci (1931)[16]
- Let královny (1932)
- Sestra (veselohra 1933)[17].

### Literární tvorba
- Lili a jiné povídky (1901)[18]
- Rytíř Kura (1911), román
- Prstýnek pro mou milou (1911), novela[19]
- O dramatu (1913), odborná kniha[20]
- Léto v Italii (1914)[21]
- Léto v Indii (1915), sbírka fejetonů z cest
- Dům na náměstí (1922), sbírka vzpomínkových fejetonů na dětství a mládí prožité v Lounech